# 3-(imidazolo-5-il)lattato deidrogenasi
La 3-(imidazolo-5-il)lattato deidrogenasi è un enzima appartenente alla classe delle ossidoreduttasi, che catalizza la seguente reazione:
(S)-3-(imidazolo-5-il)lattato + NAD(P)+ ⇄ 3-(imidazolo-5-il)piruvato + NAD(P)H + H+